# Ekskogen
Ekskogen, česky lze přeložit jako Doubrava, je dubový les nebo park v letní rezidenci švédské královské rodiny - palácovém komplexu Solliden, který geograficky patřící k městu Borgholm v okrese Borgholm na ostrově Öland v kraji Kalmar v jižním Švédsku.

## Další informace
Ekskogen, který je malou lesní oblastí uvnitř palácového komplexu Solliden, byl původně souvislou oblastí lesů spojených s přírodní rezervaci Borga hage, která se nachází nedaleko severním směrem. Ekskogen i Borga hage jsou části souvislého pobřežního listnatého lesa zvaného Strandskogen, který se táhl podél pobřeží Baltského moře mezi Borgholmem a Färjestadenem. Švédská královna Silvia Švédská v roce 1973 poprvé navštívila Solliden a nechala zde a v okolí vysadit nové duby.

## Galerie

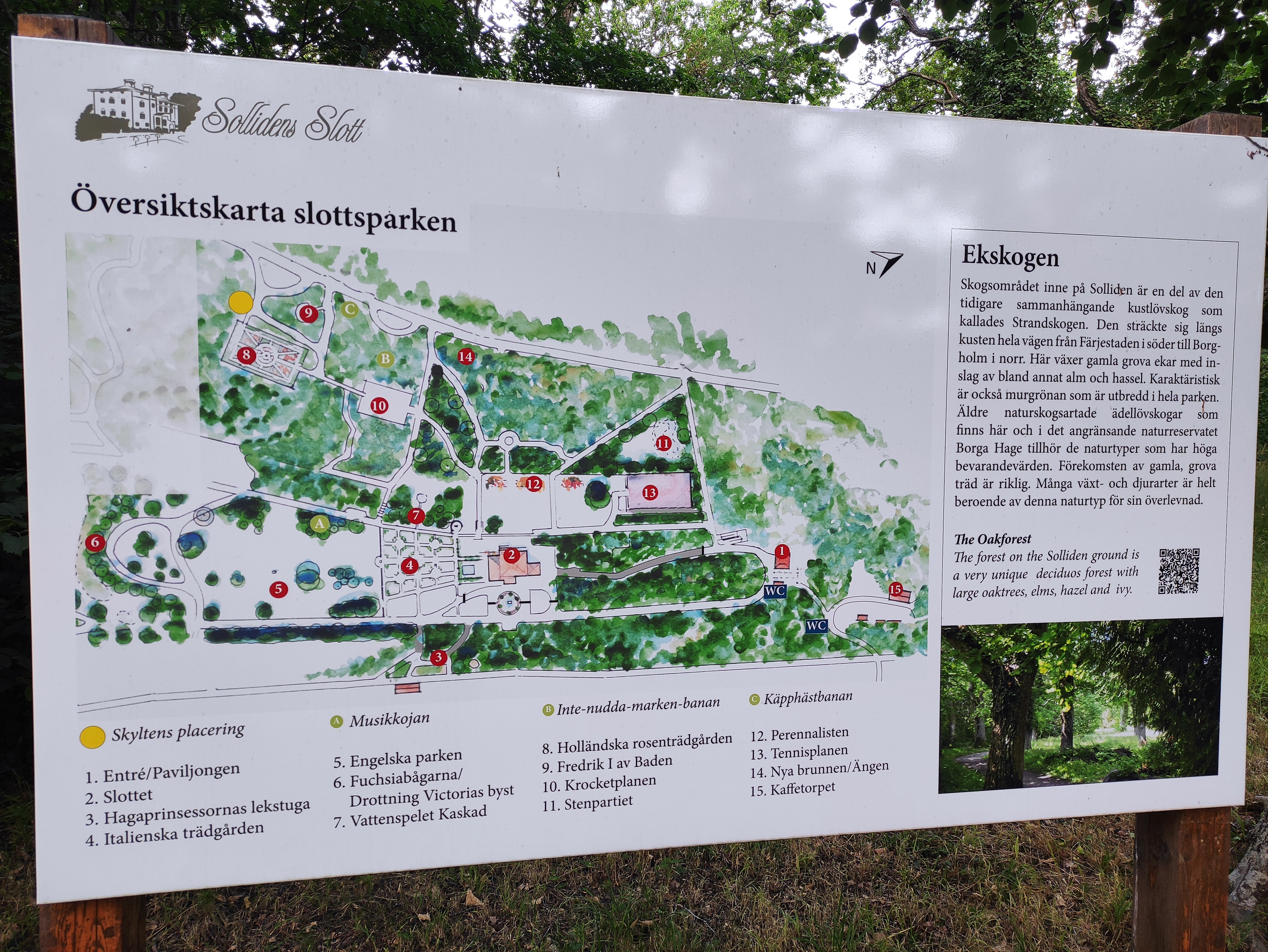
Informační panel s mapou parku
Duby v parku